# Modiri Marumo
Modiri Marumo, né le 6 juillet 1976 à Gaborone, est un footballeur botswanais.

## Biographie
Il a joué plusieurs matchs avec l'équipe du Botswana.